# Ailoklaran (Bairro Pite)
Ailoklaran (Ailok Laran) ist ein Stadtteil der osttimoresischen Landeshauptstadt Dili.

## Geographie und Einrichtungen
Ailoklaran liegt südwestlich des Stadtzentrums von Dili im Suco Bairro Pite (Verwaltungsamt Dom Aleixo). Im Norden verläuft die Rua do Bairro Pite und die Avenida Dom Ricardo da Silva, im Osten führt der Fluss Maloa in der Regenzeit Wasser. Südlich befindet sich der Stadtteil Ailoklaran do Sul (ehemals indonesisch Ailoklaran Selatan, deutsch Süd-Ailoklaran).
Im Stadtteil befinden sich das Hauptquartier der Special Unit Police.

## Geschichte

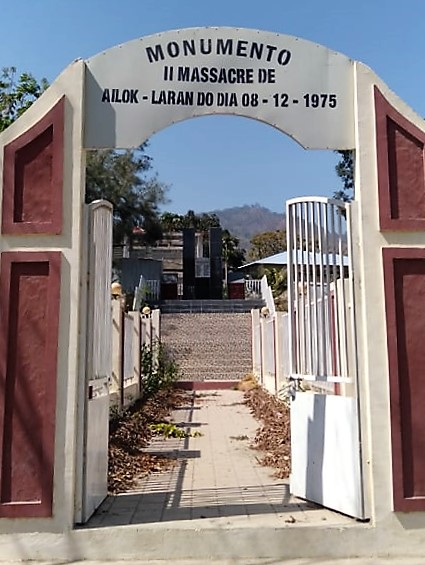
Mahnmal für die Opfer des Massakers von Ailok

Am 8. Dezember 1975 exekutierten indonesische Soldaten, während der Invasion Dilis 17 Osttimoresen in Ailoklaran am Maloa.